# Liste der Naturdenkmale in Rees

Wappen Stadt Rees

Die Liste der Naturdenkmale in Rees enthält die Naturdenkmale aus dem Landschaftsplan Nr. 4 (LP04) des Kreis Kleve. Rechtskraft seit 13. Juli 2010.
An 22 Standorten sind besondere Bäume, Baumgruppen und Alleen, sowie eine Kolklandschaft als flächiges Naturdenkmal gelistet.
| Denkmal-Nummer | Ort / Lage                                                                                    | Bezeichnung des ND                                      | Anzahl | Art                                   | Eingetragen seit | Schutzgrund                                     | Beschreibung | Bild            |
| -------------- | --------------------------------------------------------------------------------------------- | ------------------------------------------------------- | ------ | ------------------------------------- | ---------------- | ----------------------------------------------- | --- | --------------- |
| ND 01          | Rees-Heeren - Herken Hövershof, Schwarze Furth, nördlich Baggersee Karte                      | Stieleiche bei Hövershof „schwarze Furth“ Heeren-Herken | 1      | Stieleiche (Quercus robur)            | 2010             | Eigenart Schönheit                              | Höhe: ca. 25 m Stammdurchmesser: ca. 120 cm Kronendurchmesser: ca. 20 m                                                                        | BW              |
| ND 02          | Rees-Heeren - Herken Isselburger Straße Karte                                                 | Eichenallee nördlich Haldern                            | 77     | Stieleiche (Quercus robur)            | 2010             | Seltenheit Eigenart Schönheit                   | Ensemble aus mehreren Straßenbäumen Höhe: ca. 25 – 30 m Stammdurchmesser: ca. 100 – 120 cm Kronendurchmesser: ca. 15 – 20 m                    | BW              |
| ND 03          | Rees-Heeren - Herken Kathersfeld, Isselburger Straße / Kapellenweg Karte                      | 8 Linden bei Kathersfeld                                | 8      | Winterlinde (Tilia cordata)           | 2010             | Seltenheit Eigenart Schönheit                   | Baumgruppe Höhe: ca. 20 – 25 m Stammdurchmesser: ca. 60 – 80 cm Kronendurchmesser: ca. 10 – 15 m                                               | BW              |
| ND 04          | Rees-Heeren - Herken Koepenhof, Koepenweg 3A Karte                                            | Eiche bei Köppenhof in Herken                           | 1      | Stieleiche (Quercus robur)            | 2010             | Eigenart Schönheit                              | Höhe: ca. 25 m Stammdurchmesser: ca. 100 cm Kronendurchmesser: ca. 20 m                                                                        | BW              |
| ND 05          | Rees-Heeren - Herken Pasekamp, Halderner Straße / Heerener Weg Karte                          | 3 Linden bei Fasekamp Halderner Straße                  | 3      | Winterlinde (Tilia cordata)           | 2010             | Eigenart Schönheit                              | Baumgruppe Höhe: ca. 20 – 25 m Stammdurchmesser: ca. 60 – 80 cm Kronendurchmesser: ca. 10 – 15 m                                               | BW              |
| ND 06          | Rees- Lindenallee Karte                                                                       | Lindenallee östlich Rees                                | 130    | Winterlinde (Tilia cordata)           | 2010             | Seltenheit Schönheit                            | Ensemble aus mehreren Straßenbäumen verschiedenen Alters. Höhe: ca. 5 – 25 m Stammdurchmesser: ca. 20 – 100 cm Kronendurchmesser: ca. 5 – 15 m | Fotos hochladen |
| ND 07          | Rees- Wallanlage, Alter Hafen, Spielplatz Am Bär Karte                                        | 33 Linden in Rees an den Wallanlagen-Alter Hafen        | 33     | Winterlinde (Tilia cordata)           | 2010             | Eigenart Schönheit                              | Ensemble aus mehreren Straßenbäumen verschiedenen Alters. Höhe: ca. 5 – 20 m Stammdurchmesser: ca. 20 – 100 cm Kronendurchmesser: ca. 5 – 15 m | Fotos hochladen |
| ND 08          | Rees-Haldern Schloss Sonsfeld (Blaues Haus), Turmallee 34, Zufahrt Karte                      | Eichenallee östlich Blaues Haus Haldern                 | 22     | Stieleiche (Quercus robur)            | 2010             | Eigenart                                        | Ensemble aus mehreren Straßenbäumen. Höhe: ca.20 – 25 m Stammdurchmesser: ca. 60 – 100 cm Kronendurchmesser: ca. 10 – 15 m                     | BW              |
| ND 09          | Rees-Haldern Haltermannshof, Scheldenhorster Straße / Schledenhorst, an der Feldkapelle Karte | Linde bei Haltermannshof                                | 2      | Winterlinde (Tilia cordata)           | 2010             | Eigenart                                        | Höhe: ca. 20 – 25 m Stammdurchmesser: ca. 80 – 100 cm Kronendurchmesser: ca. 10 – 15 m                                                         | BW              |
| ND 10          | Rees-Haffen Deichstraße 44, Hofzufahrt Karte                                                  | Kastanienallee nördlicher Ortsrand von Haffen           | 15     | Rosskastanie (Aesculus hippocastanum) | 2010             | Eigenart                                        | Ensemble aus mehreren Straßenbäumen. Höhe: ca. 15 m Stammdurchmesser: ca. 60 – 100 cm Kronendurchmesser: ca. 5 – 10 m                          | BW              |
| ND 11          | Rees-Haffen In der Luv / Hahnenkroitstraße Karte                                              | Eiche bei Stoppendahl (Haffen)                          | 1      | Stieleiche (Quercus robur)            | 2010             | Seltenheit Eigenart Schönheit                   | Höhe: ca. 30 m Stammdurchmesser: ca. 140 cm Kronendurchmesser: ca. 35 m                                                                        | BW              |
| ND 12          | Rees-Haffen In der Luv / Hahnenkroitstraße Karte                                              | 3 Linden bei Stoppendahl                                | 3      | Winterlinde (Tilia cordata)           | 2010             | Eigenart                                        | Hofschutzpflanzung Höhe: ca. 20 – 25 m Stammdurchmesser: ca. 80 – 100 cm Kronendurchmesser: ca. 15 – 20 m                                      | BW              |
| ND 13          | Rees-Lohrwardt Roosenhofsee, Lohrwardtstraße Karte                                            | 7 Linden bei Hagenshof (Lohrwardt)                      | 7      | Winterlinde (Tilia cordata)           | 2010             | Eigenart                                        | Hofschutzpflanzung Höhe: ca. 20 – 25 m Stammdurchmesser: ca. 60 – 80 cm Kronendurchmesser: ca. 10 – 15 m                                       | BW              |
| ND 14          | Rees-Overkamp-Ree Beiershof, Reedaelweg Karte                                                 | Eiche bei Mommenkat                                     | 1      | Stieleiche (Quercus robur)            | 2010             | Seltenheit Eigenart                             | Höhe: ca. 30 m Stammdurchmesser: ca. 120 cm Kronendurchmesser: ca. 30 m                                                                        | BW              |
| ND 15          | Rees-Mehr Hoppmannshof, Overkampstraße Karte                                                  | Eiche bei Hoppmannshof (südlich Mehr)                   | 1      | Stieleiche (Quercus robur)            | 2010             | Seltenheit Eigenart Schönheit                   | Höhe: ca. 35 m Stammdurchmesser: ca. 140 cm Kronendurchmesser: ca. 30 m                                                                        | BW              |
| ND 16          | Rees-Mehr Kleiner Grindhof, Overkampstraße Karte                                              | Eichenallee bei „Kleiner Grindhof“ (südlich Mehr)       | 29     | Stieleiche (Quercus robur)            | 2010             | Seltenheit Eigenart                             | Ensemble aus mehreren Bäumen. Höhe: ca. 20 – 25 m Stammdurchmesser: ca. 80 – 100 cm Kronendurchmesser: ca. 10 – 15 m                           | BW              |
| ND 17          | Rees-Haldern Schloss Sonsfeld (Blaues Haus), Turmallee 34, Waldweg „Alt Sonsfeld“ Karte       | Lindenallee südlich Blaues Haus (Haldern)               | 21     | Winterlinde (Tilia cordata)           | 2010             | Eigenart                                        | Bepflanzung einer alten Wegeverbindung. Höhe: ca. 25 – 30 m Stammdurchmesser: ca. 80 – 200 cm Kronendurchmesser: ca. 10 – 15 m                 | BW              |
| ND 18          | Rees-Haldern Großhagenshof, Weseler Landstraße / Alt Sonsfeld Karte                           | Lindenallee Straße Alt Sonsfeld (Haldern)               | 12     | Winterlinde (Tilia cordata)           | 2010             | Eigenart                                        | Bepflanzung einer alten Wegeverbindung. Höhe: ca. 25 – 30 m Stammdurchmesser: ca. 80 – 100 cm Kronendurchmesser: ca. 10 – 15 m                 | BW              |
| ND 19          | Rees-Haldern Schloss Sonsfeld (Blaues Haus), Turmallee 34 Karte                               | 20 Eiben bei Blaues Haus (Haldern)                      | 20     | Eibe (Taxus baccata)                  | 2010             | Seltenheit Eigenart                             | 2 × Baumgruppe + 2 × Einzelbaum. Höhe: ca. 3 – 8 m Stammdurchmesser: ca. 20 – 50 cm Kronendurchmesser: ca. 5 – 15 m                            | BW              |
| ND 20          | Rees-Haldern Schloss Sonsfeld (Blaues Haus), Turmallee 34, Waldweg Karte                      | Lindenallee bei Blaues Haus (Haldern)                   | 35     | Winterlinde (Tilia cordata)           | 2010             | Eigenart                                        | Ensemble aus mehreren Bäumen. Höhe: ca. 25 – 30 m Stammdurchmesser: ca. 60 – 100 cm Kronendurchmesser: ca. 5 – 15 m                            | BW              |
| ND 21          | Rees-Haldern Haus Sonsfeld, Weseler Landstraße 240 Karte                                      | 8 Esskastanien bei Haus Sonsfeld                        | 8      | Esskastanie (Castanea sativa)         | 2010             | Seltenheit Eigenart                             | Höhe: ca. 20 – 25 m Stammdurchmesser: ca. 80 – 150 cm Kronendurchmesser: ca. 15 – 20 m                                                         | BW              |
| ND 22          | Rees-Overkamp-Ree Bislicher Straße / Deichstraße / Auf dem Moshövel Karte                     | 8 Kolke Overkamp-Ree                                    | 8      | Kolk                                  | 2010             | Erdgeschichtliche Gründe Landeskundliche Gründe | Kolklandschaft, flächiges Naturdenkmal, ca. 10,8 ha                                                                                            | BW              |